# 우리학교
《우리학교》는 2006년 부산국제영화제에서 개봉한 김명준(金明俊) 감독의 영화이다. 일본 홋카이도에 있는 조선학교인 '혹가이도조선초중고급학교'의 일상을 담아낸 다큐멘터리 영화로서, 2007년 극장 개봉을 하여 평단과 관객의 호평을 받으며 화제가 되었다. 특히 극장개봉에 머무르지 않고 '공동체상영'이라는 방식의 배급으로 많은 관객을 만나려 노력하였다. 독립영화로서는 이례적으로 OST음반이 발매되었으며, DVD도 2008년 1월 발매되었다. '우리학교'라는 제목은 조선학교 학생과 학부모 등이 조선학교를 가리키는 말에서 비롯되었다.

## 줄거리
우리학교라 불리는 조선학교는 재일조선인 1세들이 직접 세운 민족학교다. 일본에서 정식 교육기관으로 인정받지 못하고 있다. 일본에서 나고 자랐지만 '조선사람으로서의 나'를 지키기 위해 일본학교가 아닌 '조선학교', '우리학교'라는 용감한 선택을 한 홋카이도의 재일조선인 학부모와 아이들에 대한 이야기이다. 김명준 감독은 ‘혹가이도 조선초중고급학교’의 교원, 학생들과 3년 5개월이라는 시간을 같이 보내며 담담하게 그들의 일상을 그려낸다.

## 출연

### 주연
- 김명준
- 변재훈
- 오려실
- 리지옥
- 김혜연
- 리성대
- 조성래
- 서영범
- 윤태명
- 김주령
- 박대우

### 조연
- 박유사
- 후지시로 류스케
- 리호미
- 깁갑렬
- 조순화
- 신경화
- 최인태
- 황상규
- 리혜랑
- 홍윤택
- 상유
- 홍성화
- 박우부
- 홍성택
- 홍윤철
- 재훈 할머니
- 창수 어머니
- 창수 아버지
- 림용석
- 은경 누나
- 강일찬

## 기타
- 프로듀서: 고영재
- 조연출: 박지혜
- 조감독: 박소현
- 사운드: 고영재
- 공동배급: 한국독립영화협회
- 배급지원: 영화진흥위원회
- 번역: 윤수현
- 번역: 박유경
- 번역: 신경화

## 수상내역
- 2006년 부산국제영화제 운파상.(다큐멘터리부문 최우수상)
- 2006년 올해의 독립영화상.
- 2008년 대한민국영상대상 최우수상.

## 같이 보기
- 재일 한국인
- 그라운드의 이방인
- 조선학교
- 권해효
- 박사유
  - 60만번의 트라이
- 양영희
  - 디어 평양
  - 가족의 나라